# Muraenichthys schultzei
Muraenichthys schultzei är en fiskart som beskrevs av Bleeker, 1857. Muraenichthys schultzei ingår i släktet Muraenichthys och familjen Ophichthidae. Inga underarter finns listade i Catalogue of Life.